# Décennie 1370 en architecture
| Années de l'architecture : 1367 - 1368 - 1369 - 1370 - 1371 - 1372 - 1373    |
| Décennies de l'architecture : 1340 - 1350 - 1360 - 1370 - 1380 - 1390 - 1400 |

Cet article présente les faits marquants de la décennie 1370 en architecture.

## Réalisations
- 22 avril 1370 : début de la construction de la bastille Saint-Antoine à Paris[1].
- 1370-1378 : construction des remparts de Xi'an[2].
- 1370 : reconstruction du château de Josselin par Olivier de Clisson[3].
- 1373 : construction du Wat Phnom Daun Penh sur le site de Phnom Penh[4].

- 1373-1375 : Ferdinand Ier de Portugal dote Lisbonne d’une seconde enceinte, plus vaste[5].
- 1374 : construction de la forteresse de Kamianets-Podilskyï  en Podolie[6].

- 1375 : construction du château de Beauté[7].
- 30 juin 1377 : début de la construction de la cathédrale d'Ulm avec Ulrich d'Ensingen comme architecte[8].
- 1377 : début de la construction de la chartreuse de Champmol[9].
- 1377-1405 : reconstruction de la nef de la cathédrale de Canterbury en style « gothique perpendiculaire » par Henri Yevele[10].

- 1379 : début de la construction la Sainte-Chapelle de Vincennes, achevée en 1552[11].

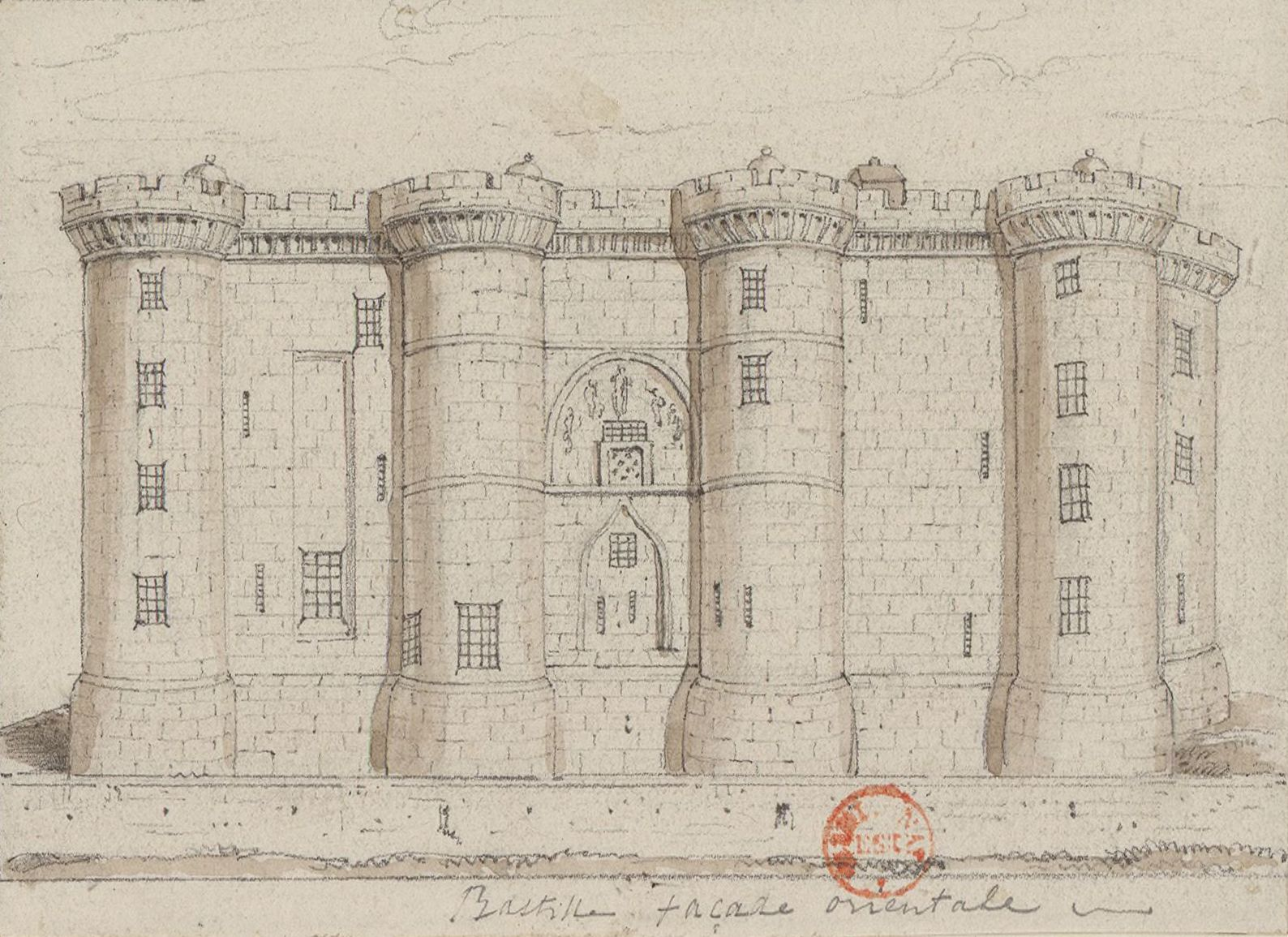
La Bastille
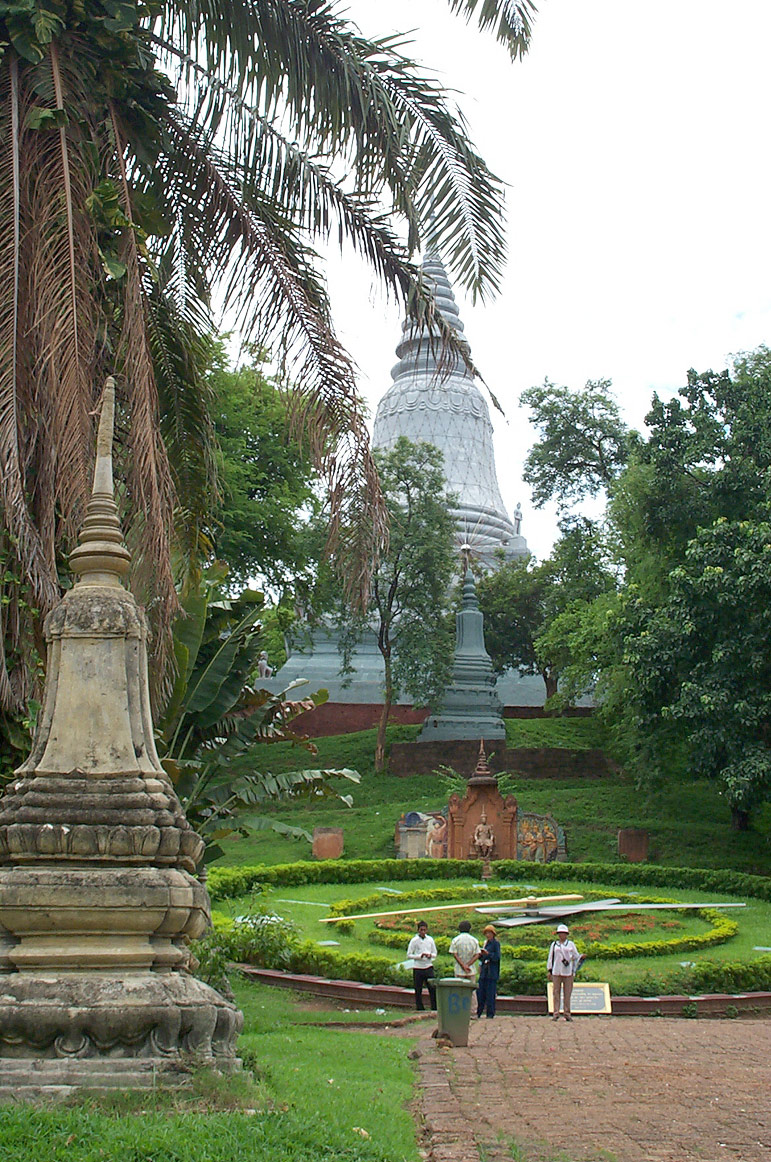
Le Wat Phnom à Phnom Penh, au Cambodge
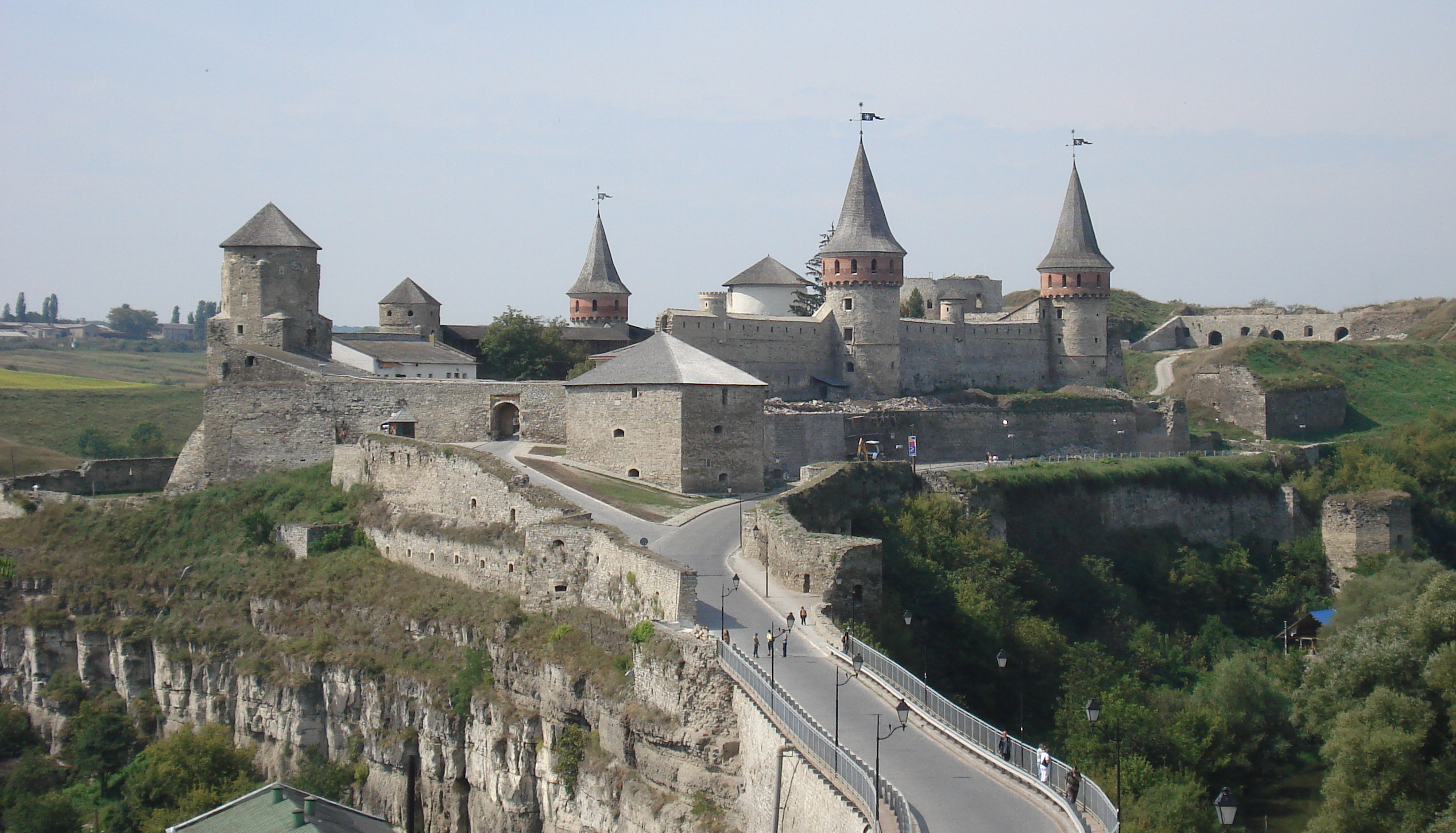
Forteresse de Kamianets
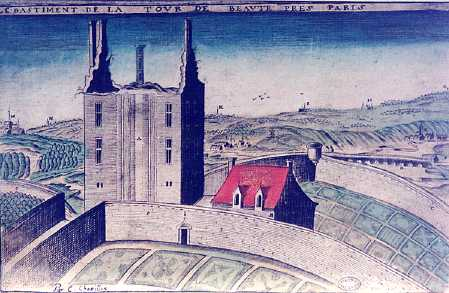
Château de Beauté-sur-Marne
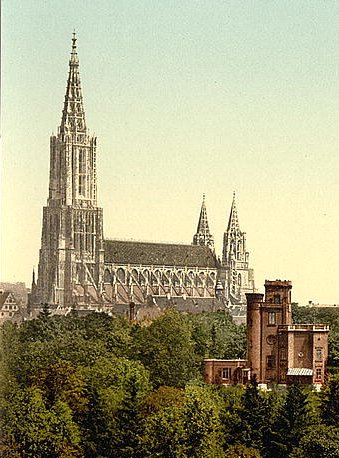
Cathédrale d'Ulm
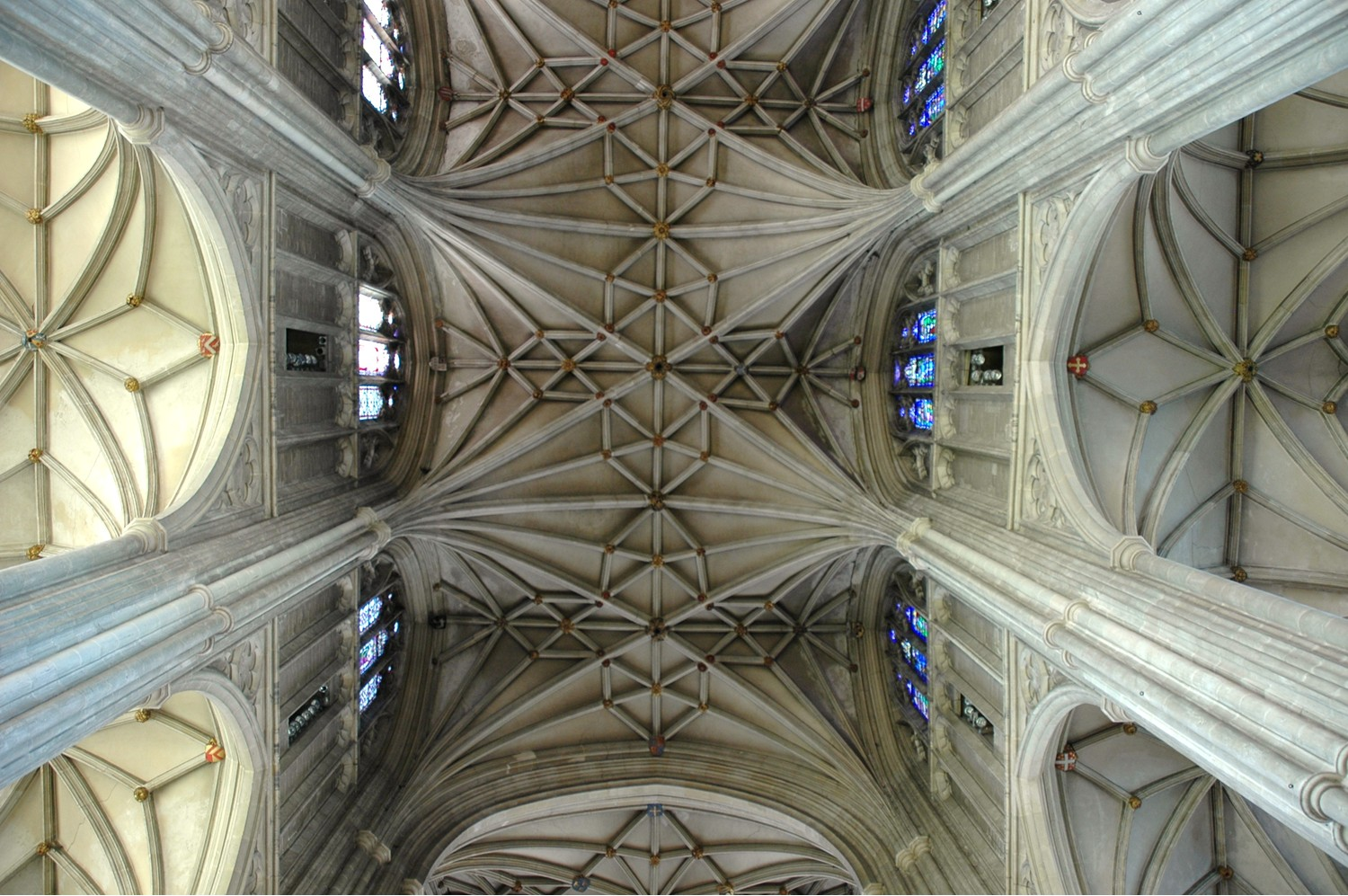
Voûte de la nef de la cathédrale de Canterbury
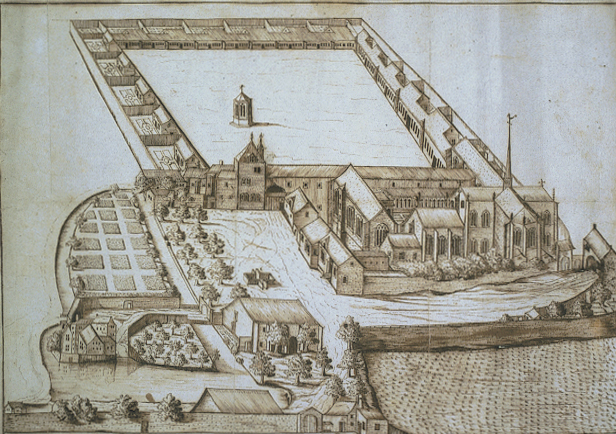
Chartreuse de Champmol

## Naissances
- 1377 : Filippo Brunelleschi († 5 avril 1446)

## Décès
- x